# Ramona Neubert
Ramona Neubert (geboren Ramona Göhler, later Ramona Raulf) (Pirna, 26 juli 1958) is een voormalige Oost-Duitse meerkampster. Ze werd wereldkampioene en Europees kampioene zevenkamp. Hiernaast werd ze Oost-Duits kampioene bij het verspringen (1982), zevenkamp (1981) en de vijfkamp (1978 en 1981). Ook nam ze eenmaal deel aan de Olympische Spelen, maar won hierbij geen medailles. In begin jaren tachtig verbeterde ze viermaal het wereldrecord.
Haar eerste succes boekte ze in 1978 door bij de Oost Duitse kampioenschappen de titel te winnen op de vijfkamp. In 1980 nam ze op 21-jarige leeftijd deel aan de Olympische Spelen van Moskou. Ze kwam namens Oost-Duitsland uit op de vijfkamp, maar viste met 4698 punten en een vierde plaats net naast het podium. In 1981 werd ze Oost-Duitse kampioene op zowel de vijfkmp als de zevenkamp.
Haar grootste prestaties behaalde ze in 1982 en 1983 met het winnen van respectievelijk de Europese titel en de wereldtitel.
In haar actieve tijd was ze aangesloten bij SC Einheit Dresden.

## Titels
- Wereldkampioene zevenkamp - 1983
- Europees kampioene zevenkamp - 1982
- Oost-Duits kampioene verspringen - 1982
- Oost-Duits kampioene zevenkamp - 1981
- Oost-Duits kampioene vijfkamp - 1978, 1981

## Persoonlijke records
| Onderdeel    | Prestatie      | Datum           | Plaats   |
| ------------ | -------------- | --------------- | -------- |
| 200 m        | 23,14          | 19 juni 1982    | Halle    |
| 800 m        | 2.04,73        | 21 juli 1984    | Potsdam  |
| 100 m horden | 13,29          | 9 augustus 1983 | Helsinki |
| hoogspringen | 1,86 m         | 27 juni 1981    | Kiev     |
| verspringen  | 6,82 m         | 24 mei 1981     | Halle    |
| kogelstoten  | 15,41 m        | 27 juni 1981    | Kiev     |
| zevenkamp    | 6935 p (ex-WR) | 19 juni 1983    | Moskou   |

## Palmares

### vijfkamp
- 1978:  Oost-Duitse kamp. - 4355 p
- 1978: 6e EK indoor - 4380 p
- 1979:  Europa Combined Event Cup - 4602 p
- 1981:  Oost-Duitse kamp. - 4591 p
- 1980: 4e OS - 4698 p

### zevenkamp
- 1981:  Oost-Duitse kamp. - 6621 p
- 1981:  Europa Combined Event Cup - 6391 p
- 1982:  EK - 6622 p
- 1983:  WK - 6714 p
- 1983:  Europa Combined Event Cup - 6722 p

### verspringen
- 1982:  Oost-Duitse kamp. - 6,80 m